# Lychny

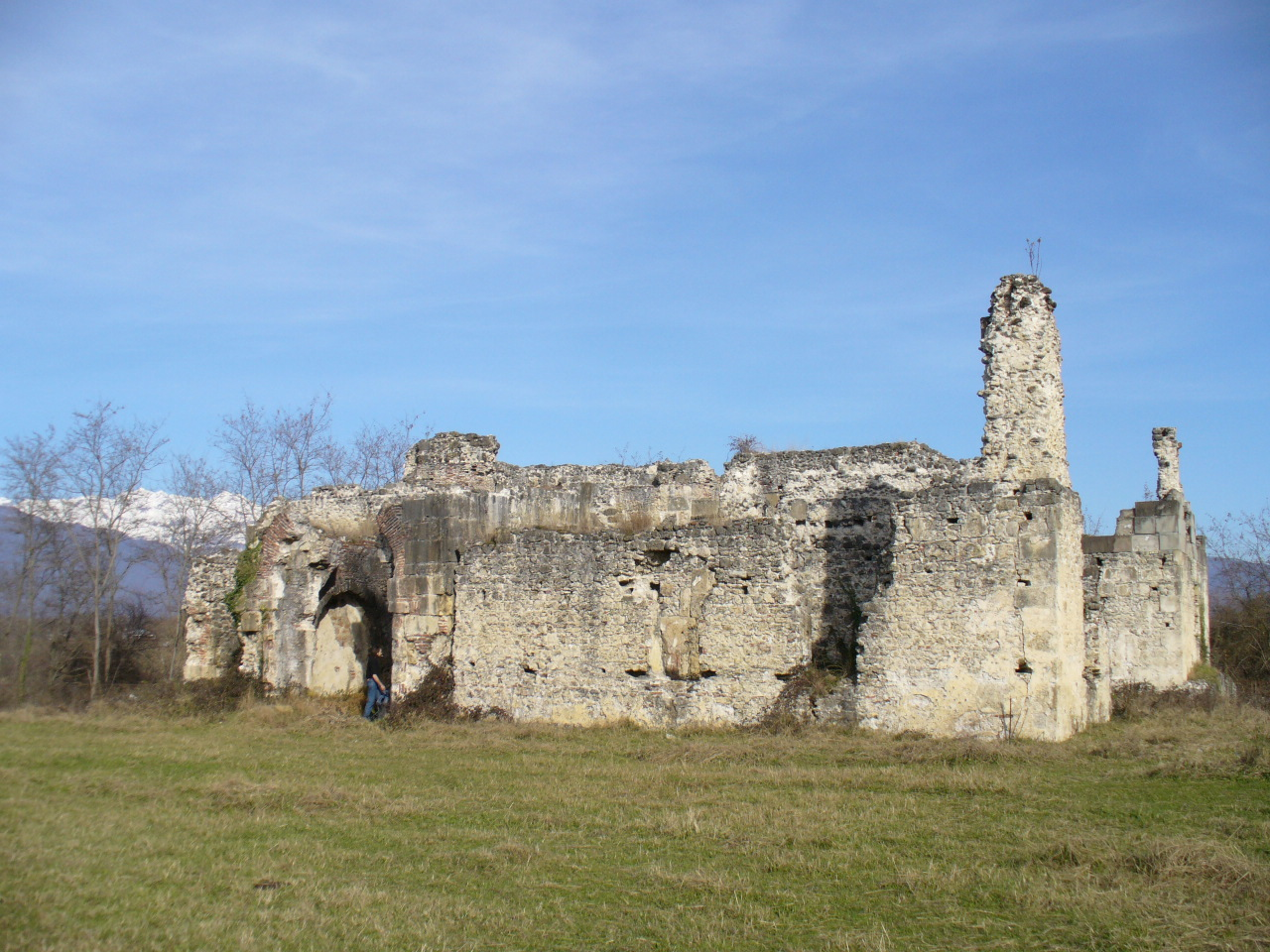
Ruiny paláce

Lychny (abchazsky a rusky Лыхны, gruzínsky ლიხნი)) je vesnice v okresu Gudauta v Abcházii, kterou si nárokuje Gruzie. Vesnice leží při rovinatém pobřeží Černého moře v nadmořské výšce 50 m n. m. Lychny se nachází pět km od okresního města Gudauty. Nachází se zde několik významných historických pamětihodností, mezi které patří kí a ruiny dvoupatrového knížecího paláce. V Lychnech se rovněž nachází prastará pevnost Abaanta, zbudovaná v 7. století na okraji vesnice při levém břehu řeky Chipsta. Dále se zde nachází několik památných stromů.

## Dějiny
Lychny patří odnepaměti mezi duchovní centra Abcházie a dějiny obce sahají až 1500 let zpět, kdy byla centrem Bzypynu, historického regionu Abcházie. V pozdním středověku až do počátků průmyslové revoluce (přibližně v letech 1462-1780) byla tato vesnice hlavním městem Abcházie a sídlem abchazských knížat z rodu Čačba-Šervašidze. Od roku 1808 až 1864 byly Lychny oficiálním sídlem knížete Abcházie, podřízenému na toto období carskému Rusku.
Na území obce se nachází mnoho památek a zřícenin, jež jsou pozůstatkem dřívějšího statutu. Zahrnuty jsou letní palác abchazských králů a letní sídlo knížat z rodu Čačbů. V roce 1866 však bylo zničeno ruskými vojáky poté, kdy zde bylo poraženo povstání Abchazů proti carské nadvládě.. Dále se zde dochoval kostel Panny Marie z 10.–11. století s bohatými freskami ze 14. století. Uvnitř kostela je hrobka prince Safarbeje Čačby-Šervašidzeho, během jehož panování se Abcházie stala součástí Ruského impéria. Na okraji obce se nachází zřícenina starého křesťanského chrámu z 6. až 7. století, při níž a na rozlehlé mýtině Lychnašta (abchazsky Лыхнашҭа) v centru obce se každoročně v říjnu slaví festival sklizně. Na témže místě se v minulosti konala velká veřejná shromáždění, kde národ přijímal důležitá historická rozhodnutí.
Po porážce protiruského povstání v roce 1866 došlo k hromadnému opuštění obce zdejšími Abchazy (mahadžirstvo), kteří byli nuceni přestěhovat se do Osmanské říše a hrozilo, že vesnice zpustne. Přesto zde a v okolí setrvalo několik tisíc obyvatel. Po nastolení sovětské moci fungoval v obci kolchoz  Molotova Gudautského okresu. V tomto kolchozu pracovalo několik zdejších osobností, kteří získali titul „Hrdina socialistické práce“: brigádní generál Kalistrat Konstantinovič Sakanija, Alexej Chabugovič Barzanija, Samson Chabugovič Barzanija, Kjazim Osmanovič Bganba, Tejmur Sogumovič Džarsalija a Arzamet Sabajevič Čanturija.
Podobně jako v roce 1866 i v sovětské éře stálo Lychny, coby tradiční metropole Abcházie v čele protirežimnímu odporu. Konalo se zde například velké všeabchazské shromáždění v roce 1989.
Dne 5. dubna 2023 kolem osmé večer místního času došlo v obci na mýtině Lychnašta k závažnému vandalskému činu, při němž byla hlubokými zářezy motorovou pilou v celém obvodu kmene poškozena posvátná, památná, minimálně 150letá lípa kavkazská (Tilia dasystyla), která symbolizovala odolnost a ducha abchazského národa. Abchazský prezident Aslan Bžanija tento čin odsoudil, nazval ho teroristickým činem vůči národu a nařídil bezpečnostním složkám vypátrat pachatele. O den později byly vypracovány návrhy záchrany lípy: buď ji pokácet a doufat, že obrazí (říznuta byla zhruba ve více než metrové výšce nad zemí do hloubky 15 až 20 cm), nebo po celém obvodu řezu implantovat mladé výhonky, které stromu nahradí přeříznuté cévy, kudy od kořenů proudí míza s živinami, přičemž se dutina uvnitř kmene zalije betonem pro zpevnění poškozeného stromu. 11. dubna 2023 informoval ředitel Státní bezpečnostní služby Abcházie Robert Kijut, že jeho agenti vypátrali a zadrželi dvojici pachatelů. Jeden z nich, Irakli Bagatelija, byl o týden později dle rozhodnutí okresního soudu v Gudautě vzat do vazby, zatímco druhý pachatel Daur Bagatelija bude trestně stíhán na svobodě. Mezitím celý týden pokračovaly práce na záchraně lípy (byla vybrána varianta dvě). Po zpevnění kmene a implantaci nabídl pomoc čínský občan, jenž dlouhodobě pobýval v Abcházii, že požádá odborníky z Pekingského výzkumného ústavu zemědělského o zaslání speciálního léku pro tento strom. Jakmile byl lék do Abcházie zaslán, byl okamžitě aplikován.